# Prinsesse Ragnhild Kyst

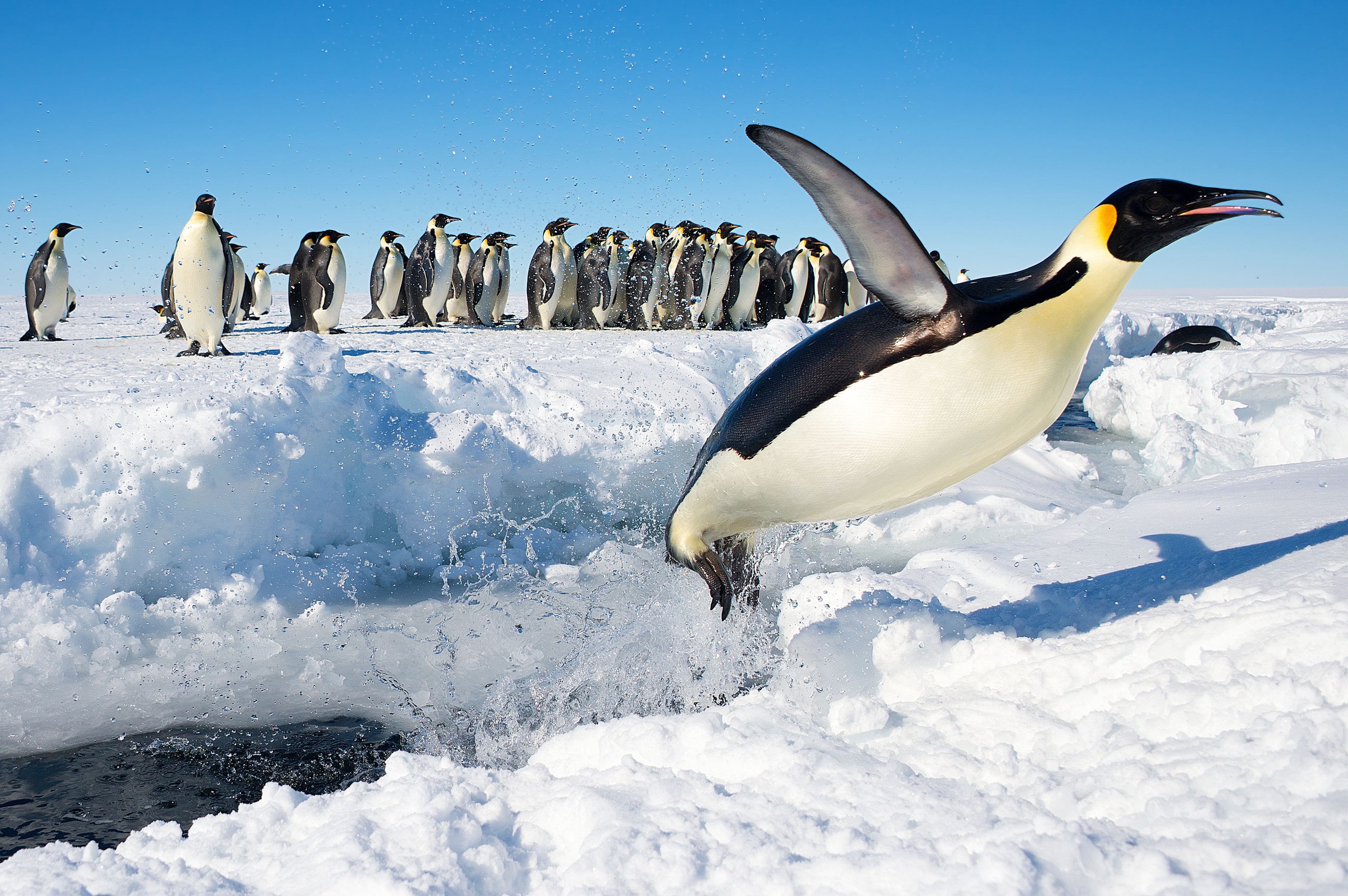

Prinsesse Ragnhild Kyst är ett landområde inom Dronning Maud Land i östra Antarktis.

## Geografi
Prinsesse Ragnhild Kyst ligger i Östantarktis mellan Prinsesse Astrid Kyst och Prins Harald Kyst i den mellersta delen av Dronning Maud Land. Området ligger direkt vid Kong Haakon VII:s hav och sträcker sig från cirka 20° 00' Ö till 34° 00' Ö från Sedovodden till Vestvika på Riiser-Larsenhalvøyas västra del.
Området är kuperat med bland annat bergskedjan Sør-Rondanefjella med en högsta höjd på cirka 3 400 m ö.h. Det finns även en rad glaciärer i området, däribland Västra Ragnhild-glaciären. Riiser-Larsenhalvøya är kustens nordligaste punkt.
Längre in i området ligger "Derwael Ice Rise", en cirka 400 meter hög isplatå med en bredd på cirka 35 km och en längd på cirka 40 km.
I närheten av kusten ligger även den japanska forskningsstationen Asuka station (Asuka-kichi, (71° 31' S / 24° 08' V).

## Historia
Prinsesse Ragnhild Kyst upptäcktes och utforskades från luften av Norvegia-expeditionen den 16 februari 1931 under en flygning av Hjalmar Riiser-Larsen och Nils Larsen och namngavs då efter norska prinsessan Prinsessan Ragnhild av Norge.
Den 26 mars 1985 öppnades Asuka station som den tredje japanska forskningsstationen i Antarktis.